# Callitris drummondii
Callitris drummondii é uma espécie de conífera da família Cupressaceae.
Apenas pode ser encontrada no seguinte país: Austrália.
Está ameaçada por perda de habitat.